# Полтъргайст (филм, 1982)
Вижте пояснителната страница за други значения на Полтъргайст.
„Полтъргайст“ (на английски: Poltergeist) е американски свръхестествен филм на ужасите от 1982 г. Това е първият и най-успешен филм от поредицата.
През 2015 г. е направен римейк.

## Сюжет
Внимание:  Текстът по-долу разкрива сюжета на произведението (или части от него)!
В предградие на Калифорния, сюжетът се съсредоточава върху семейство, чийто дом е нападнат от зли духове, които отвличат малката им дъщеря.

## Актьорски състав
- Хедър О'Рурк – Карол Ан Фрийлинг
- Крейг Нелсън – Стивън Фрийлинг
- Джобет Уилямс – Даян Фрийлинг
- Доминик Дън – Дейна Фрийлинг
- Оливър Робинс – Роби Фрийлинг
- Зелда Рубинщайн – Тангина Баронс
- Беатрис Страйт – д-р Леш